# Canton d'Herbault
Le canton d'Herbault est un ancien canton français situé dans le département de Loir-et-Cher et la région Centre.

## Géographie
Ce canton était organisé autour de Herbault dans l'arrondissement de Blois. Son altitude variait de 56 m (Monteaux) à 149 m (Saint-Cyr-du-Gault) pour une altitude moyenne de 105 m.

## Représentation

### Conseillers généraux de 1833 à 2015
| Période | Période          | Identité                                                   | Étiquette          | Qualité |
| ------- | ---------------- | ---------------------------------------------------------- | ------------------ | --- |
| 1833    | 1836             | Philippe Joseph Coupé-Breton (1772-?)                      |                    | Négociant, juge au Tribunal de commerce Conseiller municipal de Blois |
| 1836    | 1848             | Louis Doguereau                                            | Centre ministériel | Ancien élève de l'Ecole militaire de Saint-Cyr Conseiller municipal de Landes-le-Gaulois (1831-1853) Maire de Landes-le-Gaulois (1826-1830, 1846-1848) Député (1837-1845)                                                     |
| 1848    | 1851 (démission) | Charles François Marquis Devezeaux de Rancogne (1815-1903) |                    | Ancien élève de l'Ecole militaire de Saint-Cyr Conseiller municipal d'Herbault (1843-1848) |
| 1852    | 1870             | Eugène Riffault                                            |                    | Avocat à Paris, rentier, administrateur de sociétés Maire de Blois (1850-1870) |
| 1871    | 1873 (décès)     | François Joseph Ducoux                                     |                    | Chirurgien, Préfet de police de Paris (1848) Député de Loir-et-Cher (1848-1849, 1871-1873) Député de Haute-Vienne (1850) |
| 1873    | 1874             | Charles François Devezeaux de Rancogne                     |                    | Maire d'Herbault (1848-1852, 1868-1878) |
| 1874    | 1886             | Victor-Auguste Poulain                                     |                    | Fondateur de la Chocolaterie Poulain Adjoint au maire de Blois (1870-1871) |
| 1886    | 1911 (décès)     | Jules Chaput                                               | Républicain        | Propriétaire-exploitant et marchand de bois à Mesland Maire de Mesland (1884-1911) |
| 1911    | 1934             | Jules Édouard Boudin                                       | Rad.               | Propriétaire, viticulteur, négociant en vins et spiritueux à Blois Distillateur à Mesland Juge consulaire et président du tribunal de commerce de Blois Maire de Mesland (1911-1934) Président du Conseil général (1931-1934) |
| 1934    | 1939 (décès)     | François Hannequin                                         | Rad.               | Agriculteur Maire de Chambon-sur-Cisse (1919-1939), conseiller d'arrondissement (1931-1934) |
| 1939    | 1940             | siège vacant                                               |                    | |
|         |                  |                                                            |                    | |
| 1945    | 1951             | Paul Fouchaux                                              | Rad.               | Viticulteur Maire de Mesland (1934-1945), ancien conseiller d'arrondissement (1934-1940) |
| 1951    | 1955             | Marcel Thibault                                            | DVD                | Notaire Maire d'Herbault (1945-1951) |
| 1955    | 1976             | Roger Chaput                                               | DVD                | Viticulteur-agriculteur Maire de Mesland (1953-1977) |
| 1976    | 1982             | Guy Lemoine                                                | PCF                | Directeur d'école Maire d'Onzain (1971-1983) |
| 1982    | 2001             | Pierre Fouquet-Hatevilain                                  | UDF puis DVD       | Conseiller régional Avocat Maire de Monteaux (1977-2008) |
| 2001    | 2015             | Raymonde Radlé                                             | PS                 | Assistante sociale retraitée Adjointe au maire de La Chapelle-Vendômoise |

### Conseillers d'arrondissement (de 1833 à 1940)
| Période                                  | Période      | Identité                          | Étiquette           | Qualité |
| ---------------------------------------- | ------------ | --------------------------------- | ------------------- | --- |
| 1833                                     | 1839         | M. Selleron                       |                     | Propriétaire à Blois, élu dans le canton de Blois-Ouest                                                     |
| 1839                                     | 1842         | Louis Joseph Ange Dupuy           |                     | Maire d'Onzain                                                                                              |
| 1842                                     | 1844 (décès) | Jean Marin-Desbrosses (1805-1844) |                     | Médecin à Blois                                                                                             |
| 1845                                     | 1848         | Georges Louis Rogier (1788-1867)  |                     | Notaire à Onzain, propriétaire à Saint-Laurent-Nouan                                                        |
| 1848                                     | 1852         | M. Ducoux jeune                   |                     | Propriétaire à Françay                                                                                      |
| 1852                                     | 1861         | Georges Louis Rogier              |                     | Ancien notaire à Onzain, propriétaire à Saint-Laurent-Nouan                                                 |
| 1861                                     | 1871         | Eugène Diard                      |                     | Propriétaire, maire de Monteaux                                                                             |
| 1871                                     | 1886         | Jean Giraud                       | Républicain radical | Médecin, maire d'Onzain                                                                                     |
| 1886                                     | 1907         | Adolphe Lemay                     |                     | Propriétaire à Herbault                                                                                     |
| 1907                                     | 1913         | Ernest Bourget                    |                     | Conseiller municipal puis maire de Chambon-sur-Cisse                                                        |
| 1913                                     | 1931         | Alexandre Léon Leloup (1875-1963) | URD                 | Notaire, maire de Landes-le-Gaulois                                                                         |
| 1931                                     | 1934         | François Hannequin                | Radical             | Agriculteur, maire de Chambon-sur-Cisse                                                                     |
| 1934                                     | 1940         | Paul Fouchaud                     | Radical             | Viticulteur, maire de Mesland                                                                               |
| 1940                                     |              |                                   |                     | Les conseils d'arrondissement ont été suspendus par la loi du 12 octobre 1940 et n'ont jamais été réactivés |
| Les données manquantes sont à compléter. |              |                                   |                     | |

## Composition
Le canton d'Herbault, d'une superficie de 373 km2, était composé de vingt et une communes
.
| Nom                       | Code Insee | Intercommunalité           | Superficie (km2) | Population (dernière pop. légale) | Densité (hab./km2) |
| ------------------------- | ---------- | -------------------------- | ---------------- | --------------------------------- | ------------------ |
| Averdon                   | 41009      | CA de Blois « Agglopolys » | 29,14            | 714 (2014)                        | 25                 |
| Chambon-sur-Cisse         | 41033      | CA Blois-Agglopolys        | 12,71            | 676 (2014)                        | 53                 |
| Champigny-en-Beauce       | 41035      | CA de Blois « Agglopolys » | 22,31            | 589 (2014)                        | 26                 |
| La Chapelle-Vendômoise    | 41040      | CA de Blois « Agglopolys » | 13,07            | 724 (2014)                        | 55                 |
| Chouzy-sur-Cisse          | 41055      | CA Blois-Agglopolys        | 22,43            | 2 013 (2014)                      | 90                 |
| Coulanges                 | 41064      | CA Blois-Agglopolys        | 8,35             | 322 (2014)                        | 39                 |
| Françay                   | 41093      | CA de Blois « Agglopolys » | 20,31            | 286 (2014)                        | 14                 |
| Herbault                  | 41101      | CA de Blois « Agglopolys » | 13,01            | 1 253 (2014)                      | 96                 |
| Lancôme                   | 41108      | CA de Blois « Agglopolys » | 9,89             | 126 (2014)                        | 13                 |
| Landes-le-Gaulois         | 41109      | CA de Blois « Agglopolys » | 24,15            | 734 (2014)                        | 30                 |
| Mesland                   | 41137      | CA de Blois « Agglopolys » | 26,38            | 575 (2014)                        | 22                 |
| Molineuf                  | 41142      | CA Blois-Agglopolys        | 11,02            | 784 (2013)                        | 71                 |
| Monteaux                  | 41144      | CA de Blois « Agglopolys » | 6,27             | 788 (2014)                        | 126                |
| Onzain                    | 41167      | CA Blois-Agglopolys        | 29,89            | 3 456 (2014)                      | 116                |
| Orchaise                  | 41169      | CA Blois-Agglopolys        | 20,03            | 951 (2013)                        | 47                 |
| Saint-Cyr-du-Gault        | 41205      | CA de Blois « Agglopolys » | 26,06            | 177 (2014)                        | 6,8                |
| Saint-Étienne-des-Guérets | 41208      | CA de Blois « Agglopolys » | 11,72            | 87 (2014)                         | 7,4                |
| Santenay                  | 41234      | CA de Blois « Agglopolys » | 30,28            | 296 (2014)                        | 9,8                |
| Seillac                   | 41240      | CA Blois-Agglopolys        | 9,58             | 103 (2014)                        | 11                 |
| Veuves                    | 41272      | CA Blois-Agglopolys        | 8,07             | 219 (2014)                        | 27                 |
| Villefrancœur             | 41281      | CA de Blois « Agglopolys » | 18,08            | 429 (2014)                        | 24                 |

## Démographie

### Évolution démographique
| 1962   | 1968   | 1975   | 1982   | 1990   | 1999   | 2006   | 2011   | 2012   |
| ------ | ------ | ------ | ------ | ------ | ------ | ------ | ------ | ------ |
| 11 063 | 11 183 | 11 585 | 12 756 | 13 383 | 14 126 | 14 805 | 15 152 | 15 202 |

### Âge de la population
La pyramide des âges, à savoir la répartition par sexe et âge de la population, du canton d'Herbault en 2009 ainsi que, comparativement, celle du département de Loir-et-Cher la même année sont représentées avec les graphiques ci-dessous.
La population du canton comporte 49,6 % d'hommes et 50,4 % de femmes. Elle présente en 2009 une structure par grands groupes d'âge similaire à celle de la France métropolitaine. 
Il existe en effet 107 jeunes de moins de 20 ans pour cent personnes de plus de 60 ans, alors que pour la France l'indice de jeunesse, qui est égal à la division de la part des moins de 20 ans par la part des plus de 60 ans, est de 1,06. L'indice de jeunesse du canton est également supérieur à celui  du département (0,83) et à celui de la région (0,95).
| Hommes | Classe d’âge | Femmes |
| ------ | ------------ | ------ |
| 0,4    | 90 ans ou +  | 1,0    |
| 7,0    | 75 à 89 ans  | 9,6    |
| 14,4   | 60 à 74 ans  | 14,4   |
| 22,9   | 45 à 59 ans  | 21,6   |
| 21,0   | 30 à 44 ans  | 21,4   |
| 14,4   | 15 à 29 ans  | 13,2   |
| 20,0   | 0 à 14 ans   | 18,8   |

| Hommes | Classe d’âge | Femmes |
| ------ | ------------ | ------ |
| 0,5    | 90 ans ou +  | 1,5    |
| 8,8    | 75 à 89 ans  | 12,1   |
| 15,4   | 60 à 74 ans  | 16,1   |
| 21,2   | 45 à 59 ans  | 20,5   |
| 19,6   | 30 à 44 ans  | 18,7   |
| 15,9   | 15 à 29 ans  | 14,3   |
| 18,6   | 0 à 14 ans   | 16,8   |